# La Boutique obscure
La  Boutique obscure est un livre de Georges Perec paru en 1973 aux éditions Denoël, dans lequel il transcrit 124 de ses rêves.

## Contexte
Livrés par ordre chronologique, simplement numérotés – contrairement aux pages de l’ouvrage – ces rêves s’échelonnent de mai 1968 à août 1972.
Pendant cette période, Perec, coopté à l‘Oulipo depuis 1967, publie La Disparition en 1969, et prépare W ou le souvenir d’enfance, dont la version définitive paraitra en avril 1975.
Après avoir débuté une psychothérapie avec Françoise Dolto en 1948, puis une analyse avec Michel de M’Uzan de mai 1956 à fin 1957, il s’allonge sur le divan de Jean-Bertrand Pontalis, de mai 1971 à juin 1975.
L’analyse est conflictuelle, et Perec décide « pour embêter son psychanalyste », de publier ses rêves, de les lui dérober.
Mais l’analyse est aussi bloquée par le texte : Perec s’aperçoit que ses rêves « n’avaient pas été vécus pour être rêves, mais rêvés pour être textes », et reconnaîtra que son analyse ne commença vraiment que lorsqu’il parvint « à en expulser ces rêves-carapaces. »

## Analyse
Même si Perec a prétendu qu’il y avait peu de relation entre sa vie personnelle et ses rêves, ceux-ci peuvent être très facilement classés à la lumière de sa vie quotidienne.
Seul de ses textes dont Perec aurait regretté la publication, paru soi-disant parce qu’il était en retard d’un livre vis-à-vis des éditions Denoël, La Boutique obscure a été laissée dans l’ombre par la critique.
Tout d’abord parce qu’elle n’a pas su comment la qualifier : « Le rêve perecquien nous laisse dubitatifs quant à la nature du texte et à la posture de l’auteur. » Est-ce « un dossier sans le mode d’emploi, un cryptogramme à usage privé, promu texte littéraire » ? Ou bien « un ouvroir de jeux de mots potentiels », « une écriture expérimentale, rencontre de la crypte et de l’encryptage, point d’intersection de Freud et de l’Oulipo ? »
La critique n’a pas su non plus quelle importance accorder au livre, sans doute influencée par l’oulipien Jacques Roubaud le balayant d’un : « Que chercher dans l’obscurité de ce livre ? »
Perec n’a pas caché la part d’introspection de ce livre, en le qualifiant d’auto-analyse, et en précisant bien des années plus tard qu’il racontait, d’une manière complètement enfouie, l’histoire d’une séparation.
Il a aussi tenté d’atteindre « une rhétorique du rêve, sans la moindre interprétation », de transcrire des rêves se présentant comme des romans, des rêves se présentant comme des poèmes. C’est ce que souligne Roger Bastide dans la postface qui accompagne toutes les éditions du livre : Perec « a inventé une écriture qui suive, en utilisant des mots, une pensée d’essence visuelle », d’une manière totalement différente de celle des romantiques et des surréalistes.
Comme souvent chez Perec, il y a presque une symbiose entre autobiographie et écriture : « Les textes de La Boutique obscure ne fonctionnant pas autrement que ceux de l’œuvre, permettent d’interroger de près [ses] mécanismes d’encodage et, partant, de dégager les principes de sa poétique. », même si cette expérience intime est difficilement transmissible, à la différence de l’expérience partageable – et partagée – de Je me souviens.

### Éditions
- Première publication : Denoël-Gonthier, collection Cause commune, 1973, postface de Roger Bastide. Réédition 1988.
- Édition en format de poche : Gallimard, collection L’imaginaire, postface de Roger Bastide, 2010.
- La Boutique obscure ne figure pas dans l’édition des Œuvres parue en 2017 dans La Pléiade. Cette édition se voulant rassembler « l’essentiel des livres parus du vivant de l’auteur », cette omission est en elle-même un jugement de valeur.

### Articles critiques
- Marie Bonnot, Écriture du rêve et jeux de mots dans La Boutique obscure, in Georges Perec artisan de la langue, Presses Universitaires de Lyon, 2012,  (ISBN 978-2-7297-0860-3), p. 121-130.
- Marie Bonnot, La Boutique obsure : une tentative d'épuisement du récit de rêve ?, in Relire Perec, actes du colloque de Cerisy, La Licorne 122, Presses Universitaires de Rennes, 2016  (ISBN 978-2-7535-5053-7).
- Maxime Decout, Topographie de l’inconscient juif dans La Boutique obscure, in Le Cabinet d’amateur, juin 2013. Lire en ligne.
- Éric Lavallade, Lieux Obscurs, Parcours biographiques et autobiographiques dans La Boutique Obscure entre 1968 et 1972, Le Cabinet d’amateur, Revue d’études perecquiennes, 2012. Lire en ligne.
- Wilfrid Mazzorato, Peut-on entrer dans la Boutique obscure sans se heurter à la table ? (histoire d'un accident de lecture), Le cabinet d'amateur, no 2, Automne 1993, ISSN 1165-6557, p. 31-36
- Daphné Schnitzer, Une écriture oulipojuive : le cas de la Boutique obscure, in Oulipo-Poétique. Actes du colloque de Salzburg (avril 1997), Tübingen, Günter Naar Verlag, 1999, p. 63-76.
- Daphné Schnitzer, Entrer dans la Boutique obscure (sans se heurter à la table), in Georges Perec et l'histoire. Actes du colloque international à l'université de Copenhague du 30 avril au 1er mai 1998, Études Romanes 46, Museum Tusculanum Press, University of Copenhagen, 2000  (ISBN 87-7289-560-8, ISSN 1395-9670), p. 183-200.